# Top 100 México
Top 100 México fue una lista musical de álbumes creada por la Asociación Mexicana de Productores de Fonogramas y Videogramas (AMPROFON), fue creada en el año 2005 y se publicó semanalmente hasta junio de 2020. En ella se posicionaban a los 100 álbumes o EPs más vendidos basándose en ventas físicas de México, con los datos de las distribuidoras musicales más importantes del país.
En mayo de 2013, algunas posiciones del gráfico eran publicadas en la cuenta de Twitter oficial de AMPROFON incluyendo el número una posición. Y hasta 2018 se publicaba semanalmente la lista en el sitio web de AMPROFON. Finalmente la lista se dejó de actualizar desde la semana del 26 de junio de 2020, siendo Fine Line (2019) de Harry Styles el último álbum número uno en México.

## Álbumes número uno por semana
En 2005, el álbum más vendido del año fue Rebelde (2004), del grupo mexicano RBD que también recibió el disco de diamante por la AMPROFON. La voz de un ángel de Yuridia fue el álbum número uno por sus ventas en el 2006, que también certificó diamante por la AMPROFON. Papito de Miguel Bosé fue el más vendido del 2007 en México, recibiendo el Premio Oye! al Álbum del Año y cuatro Grammys Latinos. Para siempre, el septuagésimo noveno álbum de estudio de Vicente Fernández fue el álbum número uno de 2008 en México y el álbum regional mexicano más vendido de la década del 2000 en los Estados Unidos. La banda Camila ganó un disco de oro en México el día de la liberación de su álbum Dejarte de Amar, el cual acabó el 2010 como el más vendido del país.
- 2007
- 2008
- 2009
- 2010
- 2011
- 2012
- 2013
- 2014
- 2015
- 2016